# Alessandra Vanzi
Alessandra Giulia Vanzi (Roma, 7 dicembre 1955) è un'attrice e regista teatrale italiana.

## Biografia
Negli anni settanta fonda insieme a Giorgio Barberio Corsetti e Marco Solari la compagnia di teatro d'avanguardia "La gaia scienza", poi divenuta "Solari - Vanzi".
Da alcuni anni è direttore artistico con lo stesso Solari dell'associazione culturale "Temperamenti" che riunisce artisti di varie discipline. 
Oltre all'intensa attività teatrale ha recitato con alcuni grandi registi del cinema italiano ed internazionale tra cui Bernardo Bertolucci, Jane Campion e Anthony Minghella.
Durante la sua carriera artistica collabora lungamente con Alberto Grifi, di cui è stata compagna di vita negli ultimi anni. Da anni tiene una piccola rubrica di Alias, supplemento de Il manifesto del sabato, che si chiama Vai via viva. Occasionalmente ha collaborato con i canali radiofonici Radio2 e Radio3.

## Filmografia

### Cinema
- Lontano da dove, regia di Francesca Marciano (1983)
- Mania, regia di Giorgos Panousopoulos (1985)
- Ritratto di signora, regia di Jane Campion (1995)
- Io ballo da sola, regia di Bernardo Bertolucci (1996)
- Hotel paura, regia di Renato De Maria (1996)
- La mia generazione, regia di Wilma Labate (1996)
- Santo Stefano, regia di Angelo Pasquini (1997)
- Viol@, regia di Donatella Maiorca (1998)
- Il talento di Mr. Ripley, regia di Anthony Minghella (1999)
- A proposito degli effetti speciali, regia di Alberto Grifi (2001)
- Io e te, regia di Bernardo Bertolucci (2011)

### Televisione
- Il caso Flaubert (1982)
- Obladì Obladà (1986)
- Distretto di Polizia, regia Renato De Maria – serie TV, 3 episodi (2000)
- Un posto al sole (2003)
- Distretto di Polizia 11, regia di Alberto Ferrari - serie TV, episodio 11x05 (2011)

## Teatro
- 2000 Sovrappeso, insignificante, informe
- 1997 Totale di Lidia Ravera
- 1997 Studio sulle Baccanti
- 1997/1991 Dialogo
- 1996 La cura di Viktor
- 1996/1994 L'Accalappiatopi
- 1995/1993 Roma
- 1992/1989 Ho perso la testa
- 1990 Fahrenheit 451
- 1988 Woyzzek - regia di Mario Martone
- 1989/1987 A sangue freddo
- 1987/1986 Racconti inquieti
- 1986 I plebei provano la rivolta
- 1986/1985 Il cavaliere azzurro
- 1985 Suono giallo
- 1987/1984 Notturni diamanti
- 1983 Cuori strappati
- 1983 La vita quotidiana
- 1982 Gli insetti preferiscono le ortiche
- 1981 Turchese
- 1980 Ensemble
- 1979 La macchina del tempo
- 1979 Malabar Hotel
- 1978 Blu oltremare e Sogni proibiti
- 1976 La rivolta degli oggetti